# Polizeiruf 110: Mit List und Tücke
Mit List und Tücke ist ein deutscher Kriminalfilm von Helmut Krätzig aus dem Jahr 1986. Der Fernsehfilm erschien als 102. Folge der Filmreihe Polizeiruf 110.

## Handlung
Frank Reiher und sein Beifahrer Tiller von der SMH werden zur Wohnung von Frau Hause gerufen, die bewusstlos aufgefunden wurde. Ihrem Krankenwagen folgt ein Kleinwagen, dem ein Mann entsteigt. Die Hausbewohner glauben, es handelt sich um einen Arzt, doch ist der verkleidete Jimmy Klöppel in Wirklichkeit ein Einbrecher. Während Frank und Tiller Frau Hause erstversorgen, durchsucht Jimmy unbemerkt die Wohnung und flieht schließlich mit zahlreichen Wertsachen. Eine aufmerksame Nachbarin kann ihn nicht aufhalten. Hauptmann Peter Fuchs wird mit den Ermittlungen betraut. In Frau Hauses Wohnung hat Jimmy ein Notizbuch verloren. In ihm sind die letzten Notrufeinsätze Franks verzeichnet und auch seine Telefonnummer ist notiert. Frank wiederum wird von einem Gartennachbarn in seinen Schrebergarten gerufen, hat der Nachbar doch einen fremden Mann aus Franks Laube kommen sehen. Auch Peter Fuchs wartet an der Laube auf Frank, um ihn zu befragen. Die Laube ist mit Diebesgut vollgestellt, dessen Herkunft Frank nicht erklären kann. Er weiß auch nicht, wie sein Name in das Notizbuch eines Einbrechers kommen konnte. Der Verdacht, er könnte etwas mit den Diebstählen zu tun haben, belastet seine Ehe mit Anja, hatte Frank doch in einem früheren Job Kunden übervorteilt und daher freiwillig gekündigt. Eine weitere Straftat würde ihm Anja nicht verzeihen. Das Diebesgut wird von den Ermittlern abgeholt. Wenig später schneidet sich Frank noch in der Gartenlaube die Pulsadern auf. Er wird schnell gefunden und ins Krankenhaus gebracht. Hier äußert er vor Peter Fuchs, dass alles ein Komplott gegen ihn sei. Man wolle ihn und seine Frau auseinanderbringen.
Peter Fuchs befragt Kollegen nach Frank. Er versteht sich mit allen gut und wird von Mitarbeiterin Vera sogar geliebt, auch wenn sie weiß, dass ihre Liebe nicht erwidert wird. Einen Raub traut ihm niemand zu. Mitten in die Ermittlungen kommt ein weiterer Fall. Ein Hypnotiseur geht um und raubt alten Damen ihre Ersparnisse. Bei Frau Saupe hat der Mann kein Glück, stammt sie doch selbst aus dem Varieté- und Artistikmilieu: Sie widersteht seiner Hypnose und schlägt den Mann in die Flucht. Den Ermittlern gibt sie nicht nur eine Beschreibung des Täters, sondern auch den Hinweis, dass der Mann bei Hypnotiseur Marcanti gelernt haben muss, bedient er sich doch der gleichen Technik. Marcanti, den die Ermittler aufsuchen, hatte nur einen Assistenten, der zudem gerade bei ihm wohnt: Es handelt sich um François Bormann alias Belcanti. Er schlägt sich mit kleinen Engagements durch und ist gerade bei einer wohlhabenden Familie, wo er eine Séance durchführt. Während die Gäste um den runden Tisch sitzen und nach dem Kontakt ins Jenseits suchen, durchsucht Jimmy heimlich das Haus nach Wertsachen. Als er fliehen will, sind die Ermittler bereits da und nehmen ihn fest, haben sie doch in Bormanns Zimmer Hinweise auf seine nächste Tätigkeit bei der Familie gefunden. Bormann gelingt zwar die Flucht, doch kann er wenig später am Bahnhof festgenommen werden. Bormann und Jimmy waren einst in derselben Zelle inhaftiert gewesen. Auch Franks Verdacht kann bestätigt werden: Vera hatte einst mit Frank ein Verhältnis angefangen, doch weigerte sich Frank, seine Frau zu verlassen. Jimmy wiederum war mit Frank und Anja flüchtig bekannt, weil er für sie als Reparateur arbeitete. Vera brachte Jimmy dazu, seine Einbrüche so zu stellen, dass der Verdacht auf Frank gelenkt wurde – ihre Rache für sein Verhalten.

## Produktion
Mit List und Tücke wurde vom 10. Januar bis 10. März 1985 in Berlin und Königs Wusterhausen gedreht. Die Kostüme des Films schuf Antje Schrader, die Filmbauten stammen von Maria Rodewald. Der Film erlebte am 2. Februar 1986 im 1. Programm des Fernsehens der DDR seine Premiere. Die Zuschauerbeteiligung lag bei 48 Prozent.
Es war die 102. Folge der Filmreihe Polizeiruf 110. Hauptmann Peter Fuchs ermittelte in seinem 60. Fall.